# Emmanuel Quarshie
Emmanuel Mohamed Quarshie (Sekondi-Takoradi, 6 maggio 1953 – Sekondi-Takoradi, 16 settembre 2013) è stato un calciatore e allenatore di calcio ghanese.

## Biografia
Era soprannominato Montreal oppure Abega, in onore del calciatore camerunese Théophile Abega a cui somigliava in campo.
Ammalatosi di cancro e in difficoltà economiche, il Zamalek (una sua ex squadra), offrì a Quarshie a proprie spese le cure mediche in Egitto, nel luglio 2012.
Morì dopo un anno, il 16 settembre 2013. In seguito a questo evento, in segno di lutto, tutte le squadre del campionato ghanese portarono il lutto al braccio nella giornata successiva e osservarono un minuto di silenzio prima delle gare.
Il presidente della FIFA Joseph Blatter scrisse una lettera di condoglianze al presidente della Ghana Football Association, Kwesi Nyantakyi, descrivendo Quarshie come "una fonte di ispirazione per la nuova entusiasmante generazione di calciatori ghanesi".

## Caratteristiche
Era un centrocampista offensivo dotato di forza fisica e senso del gol.

## Carriera
Iniziò la carriera in patria con il Sekondi Hasaacas Football Club. Nel 1977, alla sua prima stagione con i ghanesi, aiutò la squadra a vincere il suo primo e unico campionato ghanese. 
Nel 1983 si trasferì in Egitto con lo Zamalek. Vinse subito il campionato egiziano, che mancava ai biancorossi da sei anni. Arrivò anche la vittoria in Coppa dei Campioni d'Africa 1984, alla quale contribuì segnando anche una doppietta ai quarti di finale, nel 5-1 contro i Nkana Red Devils, compagine proveniente dallo Zambia.
Dal 1886 al 1990 giocò in Bahrain con il Al-Muharraq Sports Club. Vinse il campionato locale nella stagione 1987-1988, e la coppa nazionale negli anni 1989 e 1990. Chiuse la carriera in Gabon con il FC 105 Libreville.
È stato capitano della nazionale ghanese, con cui ha vinto la Coppa delle nazioni africane 1982 in Libia.
Successivamente ha allenato il Sekondi Hasaacas e altre squadre in Ghana.

## Palmarès

### Giocatore

#### Club

##### Competizioni nazionali
- Campionato egiziano: 1

Zamalek: 1983-1984
- Campionato del Bahrein: 2

Al-Muharraq: 1986, 1988
- Bahraini King's Cup: 2

Al-Muharraq: 1989, 1990

##### Competizioni internazionali
- CAF Champions League: 2

Zamalek: 1984, 1986

#### Nazionale
- Coppa d'Africa: 2

Ghana 1978, Libia 1982